# Lithidiidae
Lithidiidae zijn een familie van rechtvleugelige insecten die behoren tot de kortsprietigen. De familie werd voor het eerst wetenschappelijk gepubliceerd door Dirsh in 1961.
De soorten binnen de familie komen voor in Zuidelijk Afrika.

## Taxonomie
De familie telt 13 soorten binnen 4 geslachten:
- Geslacht Eneremius Saussure, 1888
  - Soort Eneremius carinatus Dirsh, 1956
  - Soort Eneremius mendax Karny, 1910
  - Soort Eneremius mutus Saussure, 1888
  - Soort Eneremius namaquensis Dirsh, 1956
  - Soort Eneremius pallidus Dirsh, 1956
- Geslacht Lithidiopsis Dirsh, 1956
  - Soort Lithidiopsis carinatus Dirsh, 1956
  - Soort Lithidiopsis rugulosus Dirsh, 1956
- Geslacht Lithidium Uvarov, 1925
  - Soort Lithidium bushmanicum Dirsh, 1956
  - Soort Lithidium desertorum Brown, 1962
  - Soort Lithidium punctifrons Brown, 1962
  - Soort Lithidium pusillum Uvarov, 1925
  - Soort Lithidium rubripes Uvarov, 1929
- Geslacht Microtmethis Karny, 1910
  - Soort Microtmethis kuthyi (Karny, 1910)